# Pierre De Breyne

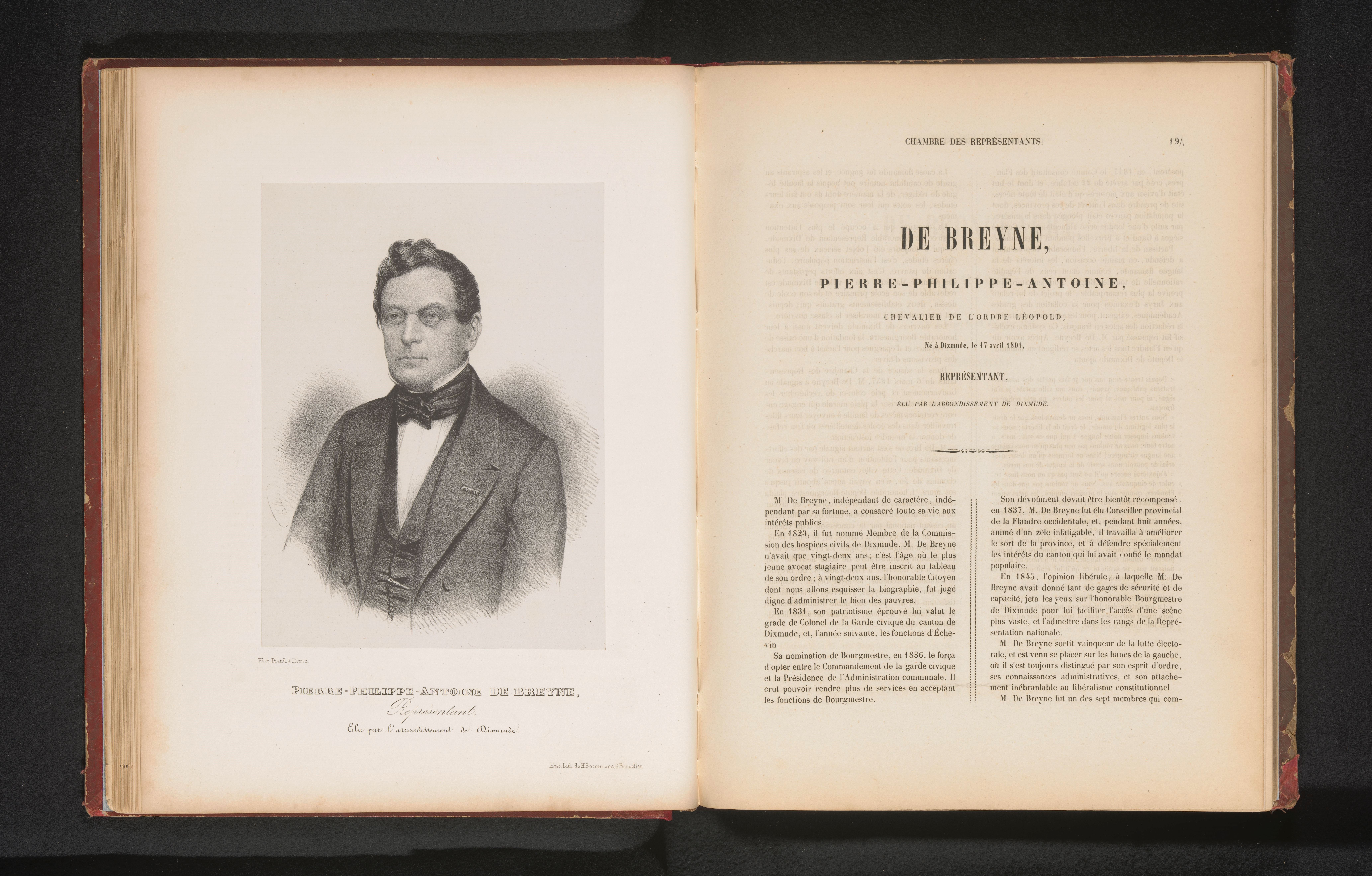
Pierre De Breyne

Pierre Philippe Antoine De Breyne, ook De Breyne-Peellaert (Diksmuide, 17 april 1801 - 27 september 1886) was een Belgisch volksvertegenwoordiger en burgemeester.

## Levensloop
Hij was een zoon van advocaat en schepen van Diksmuide Pierre-Jacques De Breyne (1766-1810) en van Adelaïde Van Hille (1777-1834). Hij trouwde met Emilie Peellaert (1807-1875). Ze kregen zeven kinderen, onder wie volksvertegenwoordiger Gustave De Breyne.
Hij promoveerde tot doctor in de rechten en werd kolonel van de Burgerwacht in Diksmuide (1823-1836). Om zijn politieke activiteiten te ondersteunen werd hij eigenaar van het lokale Weekblad van Diksmuide.
De politieke loopbaan van De Breyne werd beheerst door de concurrentiestrijd met zijn oom Jean-Baptiste Van Hille (1775-1848), die eerder van katholieke strekking was. In 1832 werd De Breyne gemeenteraadslid van Diksmuide, in 1832 schepen en van 1836 tot 1863 burgemeester. Hij stootte hiermee Jean Van Hille van de burgemeesterszetel, die hij al van in de Franse Tijd had bezet.
In 1838 was De Breyne kandidaat voor de provincieraad, maar werd ditmaal door Jean Van Hille verslagen. Deze nam echter in 1838 ontslag en nu kon De Breyne verkozen worden. Hij stond in die tijd nog bekend als orangist. Na 1839 evolueerde hij volledig in de richting van de liberale partij. Hij was aanwezig op het stichtingscongres in Brussel in 1846. Zijn belangrijkste mandaat was dat van liberaal volksvertegenwoordiger. Hij werd verkozen in 1845, nam toen ontslag als provincieraadslid en zetelde tot in 1863.
Bij de wetgevende verkiezingen van juni 1850 verloor hij zijn zetel met één stem ten voordele van de katholiek Desmaisières. De Breyne diende echter klacht in wegens onregelmatigheden, bekwam de annulering en werd bij de nieuwe verkiezing herkozen.
In 1863 werd hij verslagen door de katholiek Charles de Coninck de Merckem en keerde niet meer naar het parlement terug. Datzelfde jaar kwam ook een einde aan zijn gemeentelijk mandaat.
Hij was:
- hoofdman van de Kamer van Rhetorica Nu, Morgen niet,
- ondervoorzitter van de Maatschappij Sinte-Cecilia,
- bestuurder van de Compagnie du Chemin de Fer de Lichtervelde à Furnes,
- bestuurder van de suikerfabriek van Diksmuide.